# Льєйдський субдіалект

Діалекти каталанської мови

Льє́йдський субдіале́кт півні́чно-за́хідного діалеќту катала́нської мо́ви або субдіале́кт Льє́йди (кат. català lleidatà) – говори каталанської мови, якими говорять у Льєйді та околицях міста, Автономна область Каталонія.
Часто північно-західний діалект називають льєйдським діалектом.
|  | Каталанська мова, як нею говорять у Барселоні, добре підходить для діалогу, каталанська мова з Льєйди – добра для промов на публіці. Магі Мурера, каталонський поет та політичний діяч El català de Barcelona és bo per al diàleg, el català de Lleida és bo per l'oratòria. Magí Morera, poeta i polític |

## Головні риси субдіалекту
- Головною рисою є відкрите [ε]:
  - у кінці іменників, які закінчуються на -a: Lleida [-ε], Fraga [-ε], casa [-ε].
  - у закінченнях дієслів: ell cante, ell cantave, ell faríe замість ell canta, ell cantava, ell faría.
- Вживання слова enta замість cap у літературній каталанській (відповідає англ. any).
- Численні регіоналізми:
  - adés замість нормативного abans «до, перед» (у літературній мові adés є синонімом després «після»)[1],
  - afededéu «отакої» (вигук),
  - ah txiquets! «оце так!» (вигук, сюрприз),
  - alicòptero замість helicòpter «вертоліт»,
  - ampessar замість començar «починати»,
  - ampressió замість impressió «враження»,
  - amprimir замість imprimir «друкувати»,
  - badejo замість bacallà «риба тріска» тощо.